# 드레스트 1세
드레스트 1세(Drest I)는 개위기간 412년 - 452년의 픽트인의 왕이다. 에리프(Erip)의 아들이다.
《픽트 편년사》에 따르면 드레스트는 100년간 다스리며 100번의 싸움에 이겼다고 한다. 드레스트의 치세 19년차에 파트리치오가 아일랜드로 갔다고 하는데, 역사적으로 이는 5세기 중반에 있었던 일이다. 《편년사》에 따르면 드레스트는 자기 형제 네크탄을 에린으로 추방했다. 14세기 사람 포르둔의 존은 드레스트의 실제 재위 기간은 45년 정도이고 파트리치오가 아닌 팔라디우스와 동시기 사람이라고 보았으며, 그 형제라는 네크탄과 드레스트를 동일시했다.
픽트인의 왕 목록에 따르면 드레스트 다음으로는 아니엘의 아들 탈로르크가 왕위에 올랐다.

## 참고 자료
- Anderson, Alan Orr, Early Sources of Scottish History A.D 500–1286, volume 1. Reprinted with corrections. Paul Watkins, Stamford, 1990. ISBN 1-871615-03-8
- John of Fordun, Chronicle of the Scottish Nation, ed. William Forbes Skene, tr. Felix J.H. Skene, 2 vols. Reprinted, Llanerch Press, Lampeter, 1993. ISBN 1-897853-05-X